# Ophiodiscus annulatus
Ophiodiscus annulatus är en havsanemonart som beskrevs av Hertwig 1882. Ophiodiscus annulatus ingår i släktet Ophiodiscus och familjen Actinostolidae. Inga underarter finns listade i Catalogue of Life.